# Stenoglene sigyna
Stenoglene sigyna is een vlinder uit de familie van de Eupterotidae. De wetenschappelijke naam van de soort is voor het eerst voorgesteld als Jana sigyna door Per Olof Christopher Aurivillius in een publicatie uit 1893.
Deze soort komt voor in Kameroen, Centraal-Afrikaanse Republiek, Gabon en Congo-Kinshasa.